# Johnny the Fox
Johnny the Fox è il settimo album dei Thin Lizzy, pubblicato nel 1976.

## Tracce
1. Johnny (Lynott) – 4:26
2. Rocky (Downey, Gorham, Lynott) – 3:42
3. Borderline (Lynott, Robertson) – 4:35
4. Don't Believe a Word (Lynott) – 2:18
5. Fools Gold (Lynott) – 3:51
6. Johnny the Fox Meets Jimmy the Weed (Downey, Gorham, Lynott) – 3:43
7. Old Flame (Lynott) – 3:10
8. Massacre (Downey, Gorham, Lynott) – 3:01
9. Sweet Marie (Gorham, Lynott) – 3:58
10. Boogie Woogie Dance (Lynott) – 3:07

## Formazione
- Brian Robertson - chitarre
- Scott Gorham - chitarre
- Brian Downey - batteria, percussioni
- Phil Lynott - basso, voce, chitarra acustica